# 昂斯尼
昂斯尼（法語：Ancenis，法語發音：[ɑ̃sni]）是法国大西洋卢瓦尔省的一个旧市镇，属于沙托布里扬-昂斯尼区。该旧市镇总面积20.07平方公里，2016年时的人口为7656人。2019年，昂斯尼与市镇圣热雷翁合并为新市镇昂斯尼-圣热雷翁。
昂斯尼曾是大西洋卢瓦尔省的副省会之一，下辖昂斯尼区。2017年，昂斯尼区与沙托布里扬区合并，新区的区府为沙托布里扬，故昂斯尼不再是该省副省会。
昂斯尼位于南特、昂热、雷恩和紹萊的四边形当中，昂热至南特的铁路正中。
昂斯尼于984年在一座岛上建成。今天在城里的两条街道上依然可以看到这个迹象。镇上的码头显示卢瓦尔河和昂斯尼港口的重要性。它是布列塔尼前线采邑之一。昂斯尼城堡与其它布列塔尼前线采邑的城堡一起被列入世界遗产。
至今为止第三产业是昂斯尼最主要的经济产业，但是在北部农业又开始出现。

## 地理

### 位置

昂斯尼在大西洋卢瓦尔省的位置

昂斯尼位于大西洋卢瓦尔省东部边境上，濒临曼恩-卢瓦尔省。它位于南特以东35千米、昂热以西50千米、绍莱以北50千米和沙托布里昂以南50千米处。

### 地形
昂斯尼建造在一座页岩组成的岛上。城市的地形平坦，坡很小。城市的海拔高度为45米，最低处为40米。

### 水文
卢瓦尔河主要位于城市的东边，它形成昂斯尼与圣埃尔布隆的边界。市内还有数座湖，以及昂斯尼与圣热雷翁共享的一座人工湖。

## 气候
昂斯尼的气候总的来说是温带海洋性气候。这也是大西洋卢瓦尔省和法国西部的典型气候。冬季的气温平均在摄氏5度，夏季平均摄氏20度，均很温和，两季的气温差别相当小。降雨有时会很强烈。

## 交通

### 公路

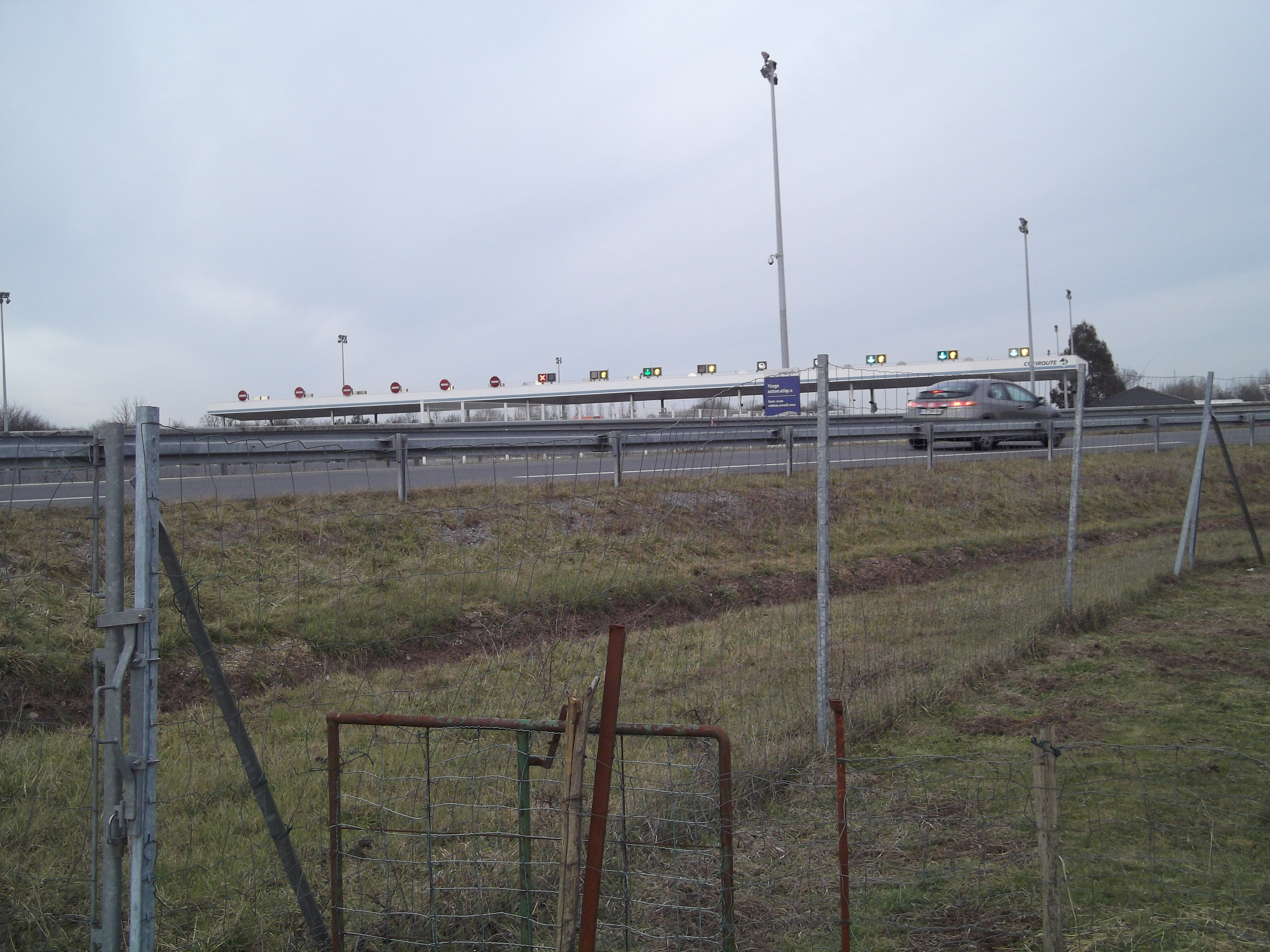
昂斯尼上11号高速公路的收费站

昂斯尼与当地其它城市通过高速公路、国道和省道相连。
昂斯尼在潘伯夫去往巴黎的11号高速公路有一交流道以及收費站。

### 市内交通

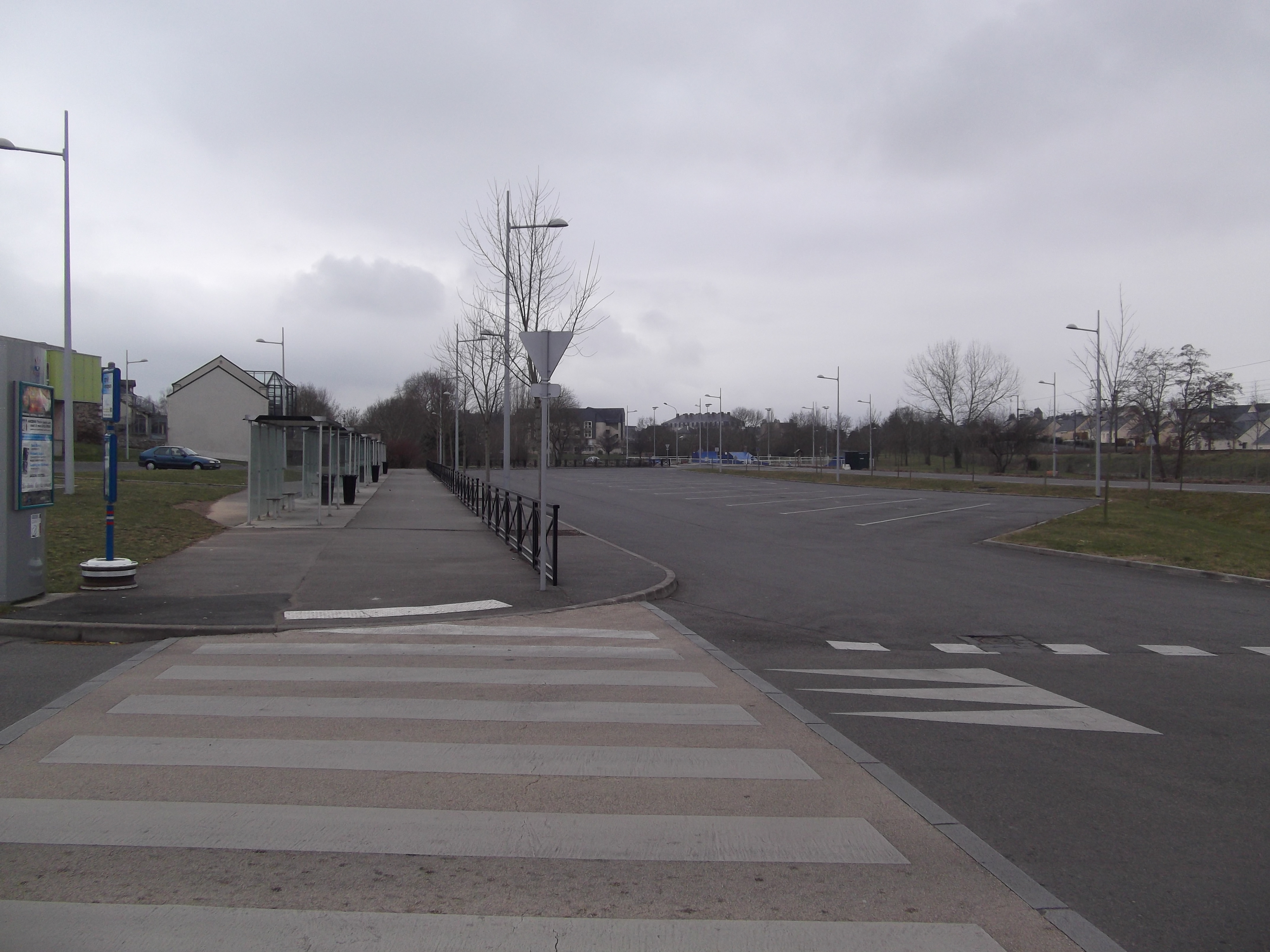
汽车站

由于缺乏使用市内没有公共交通。同时市内有与其它周边城市相连的地区性公共交通。

### 铁路

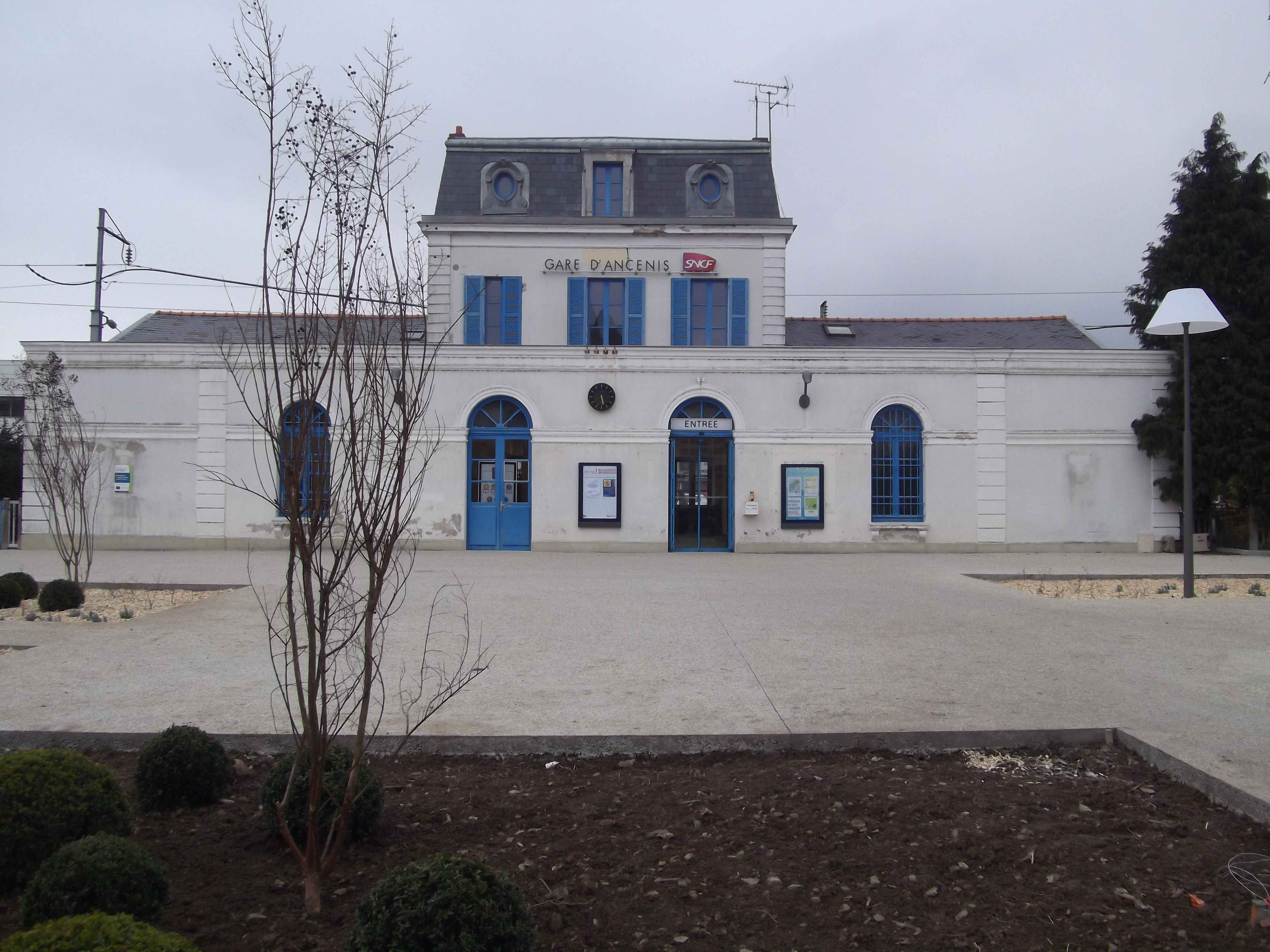
昂斯尼火车站

昂斯尼的火车站位于市中心。每天这里有去往圣纳泽尔、南特、昂热和勒芒的车。
南特和巴黎蒙帕纳斯车站之间运行的法国高速列车每两小时有一班在昂斯尼停车。南特和奥尔良之间的火车也在昂斯尼停车。昂斯尼火车站是当地通车率最高和旅客数量第二高的车站。城市决定把火车站改造成多站台车站。在施工期间车站前面建造了一个广场，上面可以停自行车和250辆汽车。为此老车站被拆除。这个工程浩大的施工为进出车站已经改善环境作出了良好贡献。

### 航空

#### 机场

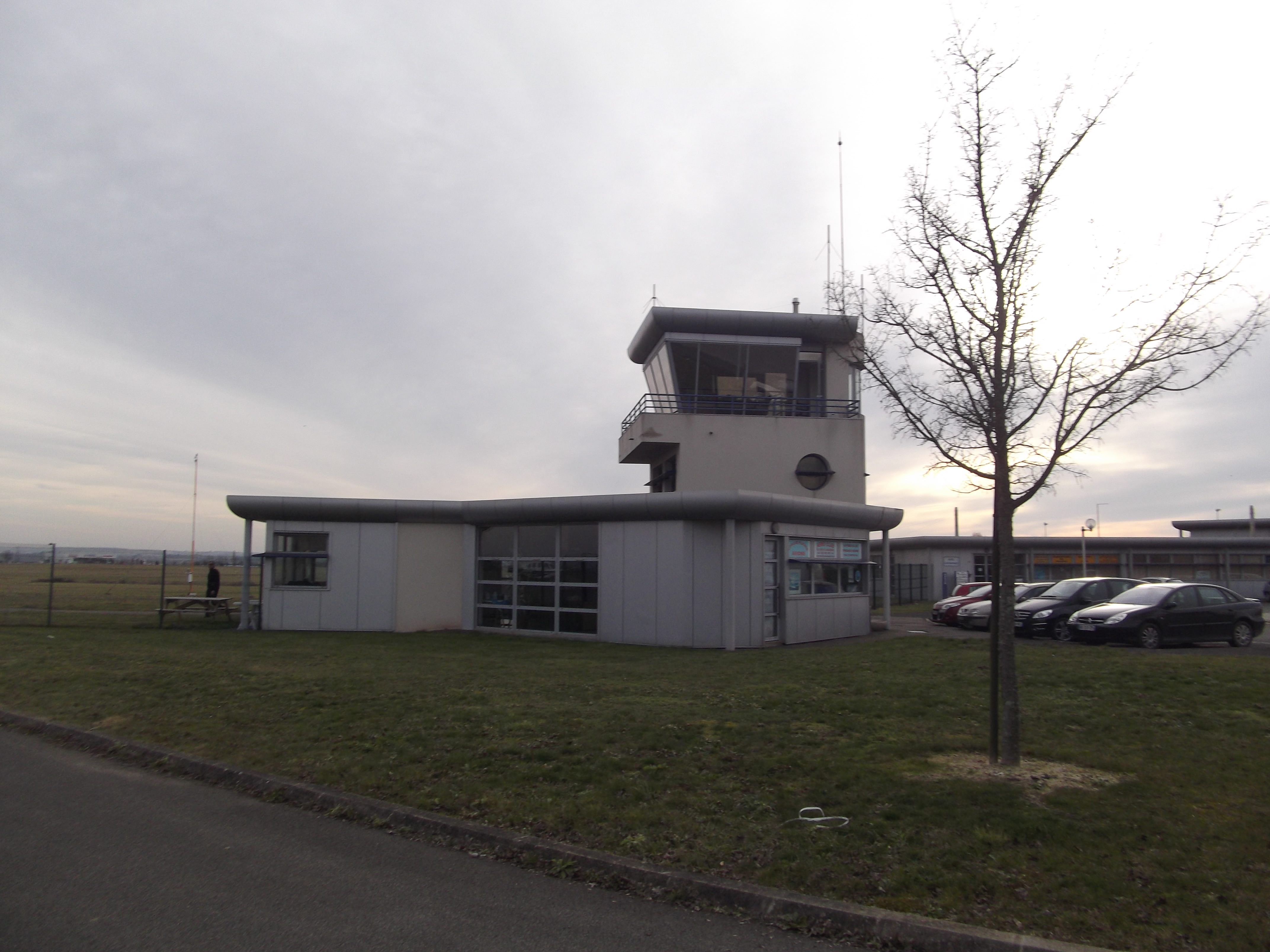
昂斯尼机场

昂斯尼的商务机场位于11号高速公路入口处附近。其跑道长1200米，机场没有班机服务。它主要被商业旅行和当地的航空俱乐部使用。

#### 南特大西洋机场
南特大西洋机场离昂斯尼45分钟，从这里有去往伦敦、布鲁塞尔、柏林等欧洲首都以及法国省份如巴黎、马赛、里昂、斯特拉斯堡、里尔等地的班机。
计划中的西方大机场离昂斯尼50千米，去往需要45分钟时间。

#### 昂热卢瓦尔机场
昂热机场离昂斯尼50千米，它补充南特大西洋机场的服务，提供去巴黎、伦敦、尼斯、布鲁塞尔等地的班机。

### 水上交通

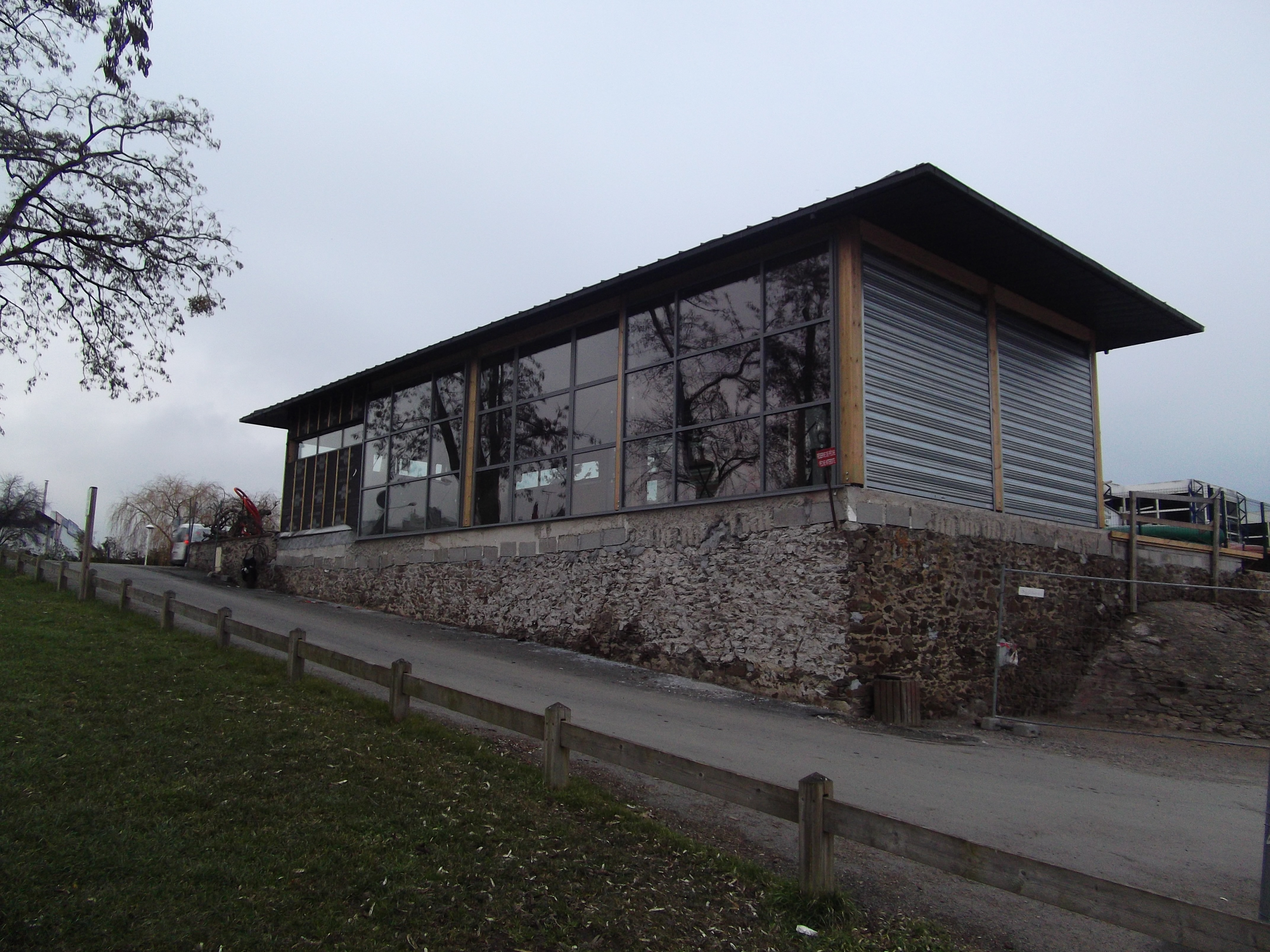
港口建筑

昂斯尼有一座码头和一座港口，其两条栈桥可以停靠当地和旅游船只。

## 名称
昂斯尼的高卢名称为。
它实际上的名字可能源于当地的部落。在昂斯尼的北部发掘出多个高卢遗址。

## 历史
昂斯尼于984年由布列塔尼公爵及其妻子的儿子建成。在圣热雷翁地面上的一个高地上有过一个高卢罗马居民点。城市的目的在于在布列塔尼新边境上防御诺曼人的进攻。987年昂热公爵曾经围攻昂斯尼。
1468年布列塔尼签署昂斯尼协约，废除与勇士查理和爱德华四世的联盟。
1838年至1839年建造了第一座卢瓦尔河桥。1953年1月一座新桥启用。这也是建造码头和城堡对面的新桥梁的开始。

## 政治和行政
昂斯尼属于大西洋卢瓦尔省，是昂斯尼县的县府。

### 市政府
市议会由28名被选的议员组成。市长有八名代表，此外议院里还有14名多数党议员和五名少数党议员。

### 保安和司法

#### 警察
昂斯尼有一个警察局。它有一个调查组、一个领土队和一个调查和介入支队。这个警察局很小，因此目前已经决定把它转移和聚集到附近的警察局。
在市北有一个在11号高速公路上巡逻的警察队。

### 消防队
昂斯尼有一座消防局从事消防和安全服务。它就位于警察局边，因此也面临转移的结局。

#### 法院
昂斯尼有地方法庭、商业法庭，在劳工方面由南特的劳工法庭处理。上诉使用雷恩的上诉法院。
市内有一国家妇女权利和家庭信息中心和一监狱。

#### 政府设施

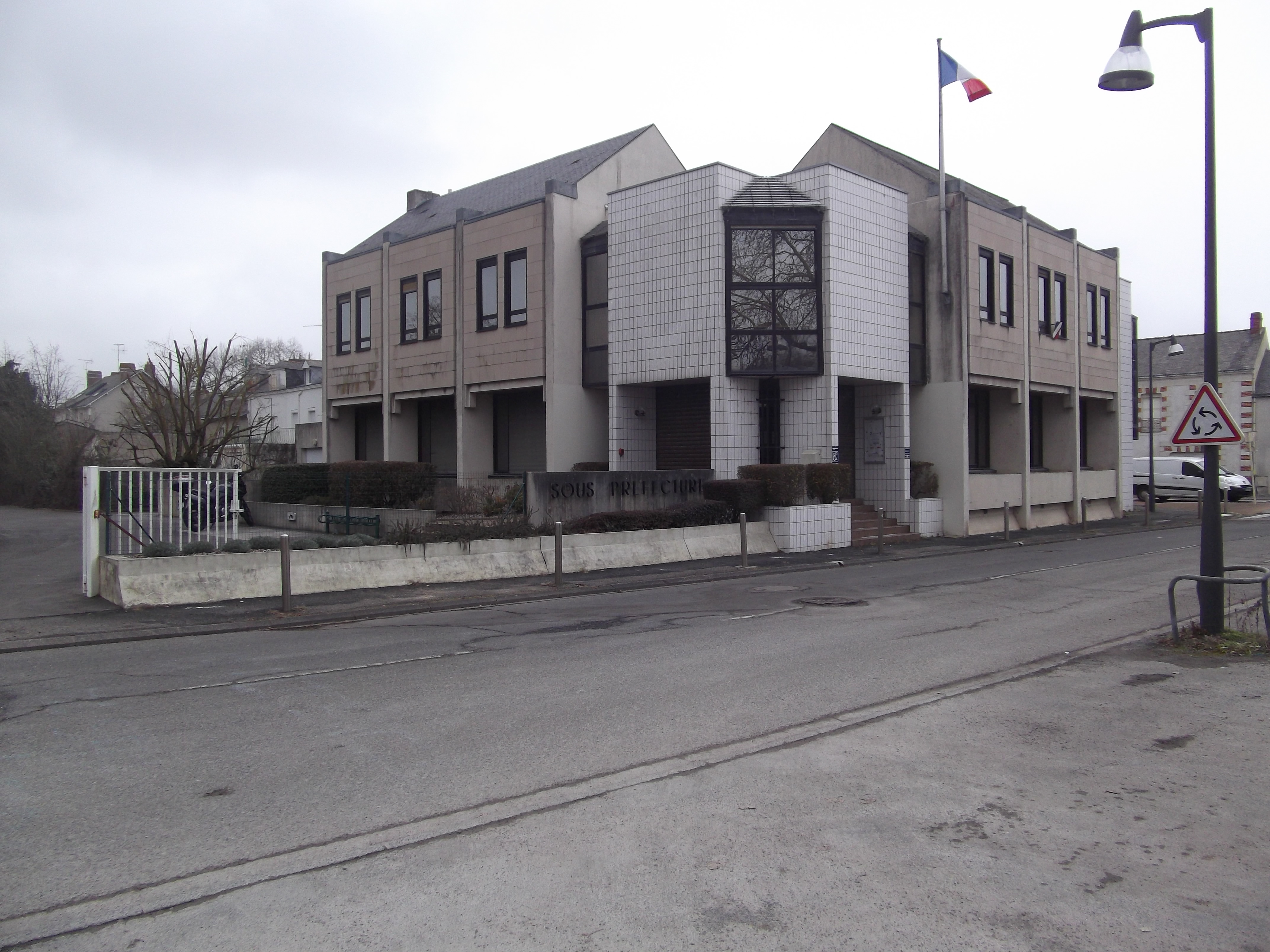
副省会

昂斯尼县的人口有2.5万人，昂斯尼区的人口有六万人。此外昂斯尼是它所在的省的副省会。

### 友好城市
- 德国巴特布吕克瑙
- 英国柯克姆

## 人口和社群

### 人口

#### 人口变化
昂斯尼人口变化图示

#### 人口结构
昂斯尼的人口偏老，60岁以上的人占总人口的23.2%，高于法国平均（22.7%）和大西洋卢瓦尔省的平均（20.8%）。市内女子人数偏高（51.5%），不过和法国的平均相比差不多（51.9%）。

### 教育
昂斯尼属于法国教育区南特科学院的领域。市内有四座小学，它们附属的有四个幼稚園。此外市内有两座学院、一座普及教育以及技术和职业中学、一座私立普通中学、两座私立职业中学、一座私立农业中学、一座就业协助服务机构、一座医学教育研究所、一座护理培训机构和一座私立职业培训中心。目前市内每天有5000名学生上学。

#### 小学和幼儿园

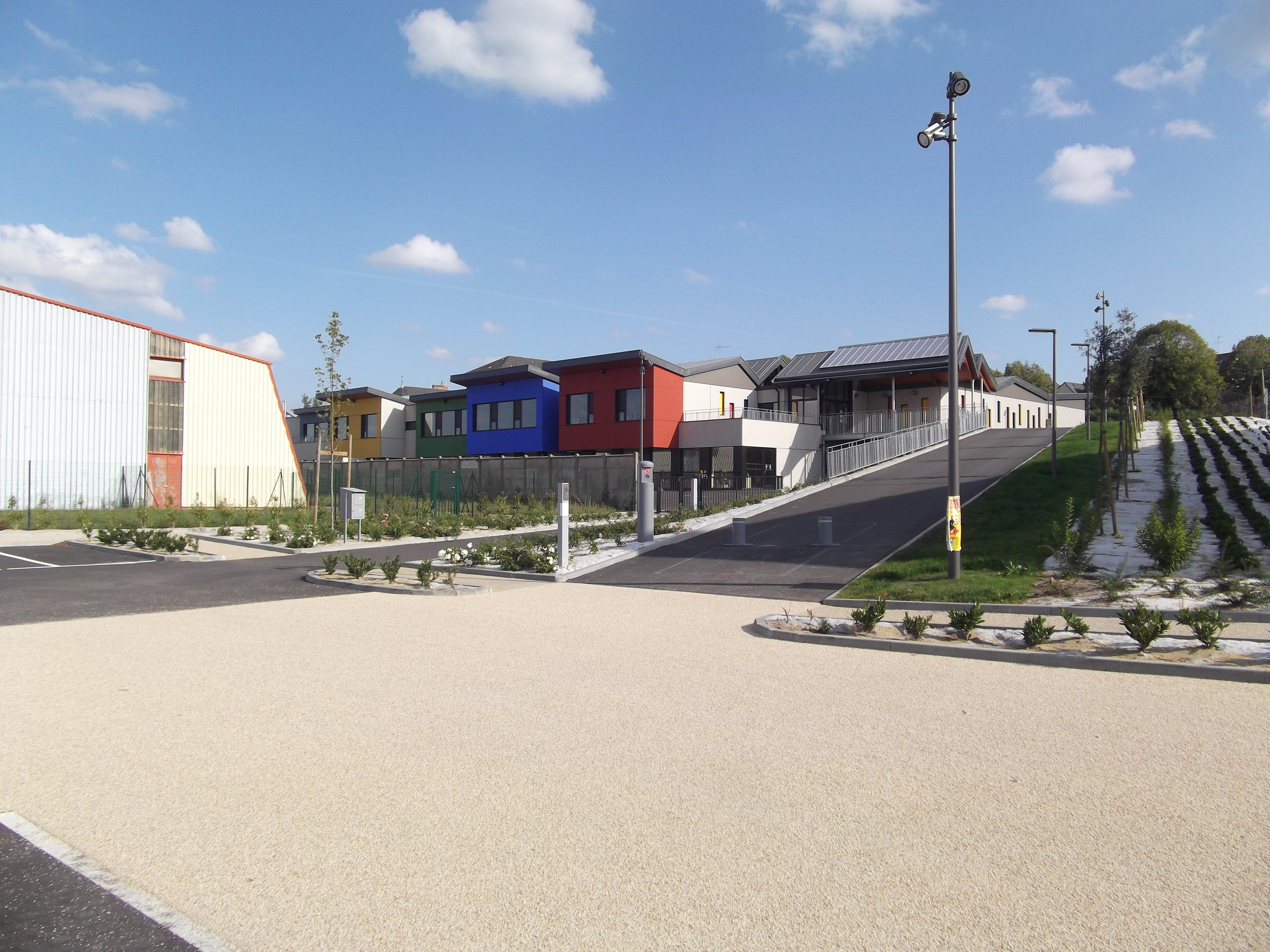
阿尔贝·加缪小学

昂斯尼有两座公费小学和两座私费小学。各一座公费和私费小学位于城市的南方和北方。

##### 塞维涅夫人公费学校群
塞维涅夫人学校群位于城市的北部，它由一座小学和一座幼儿园组成，两者分享一座也被用作夏令营的食堂。

##### 阿尔贝·加缪公费学校群
阿尔贝·加缪学校群位于城市的南边，它由一座小学，一座幼儿园和一座食堂组成。2009年小学被拆除后于2011年按照最新的建筑标准重建。幼儿园也按照同一标准重建。

##### 圣安娜私立小学
圣安娜私立小学位于市北。它是大西洋卢瓦尔省天主教教育的一部份。它的教课楼里有一座小学和一座幼儿园。它有289名学生。

##### 圣类思·公撒格小学
圣类思·公撒格小学位于市中心，它也是天主教大西洋卢瓦尔省教育的一部份。它由一座小学和一座幼儿园组成，有203名学生。

#### 学院
昂斯尼有两座学院，一座位于市南，一座位于市北，一座是公费的，另一座是私费的。

##### 勒内·居伊·卡杜学院

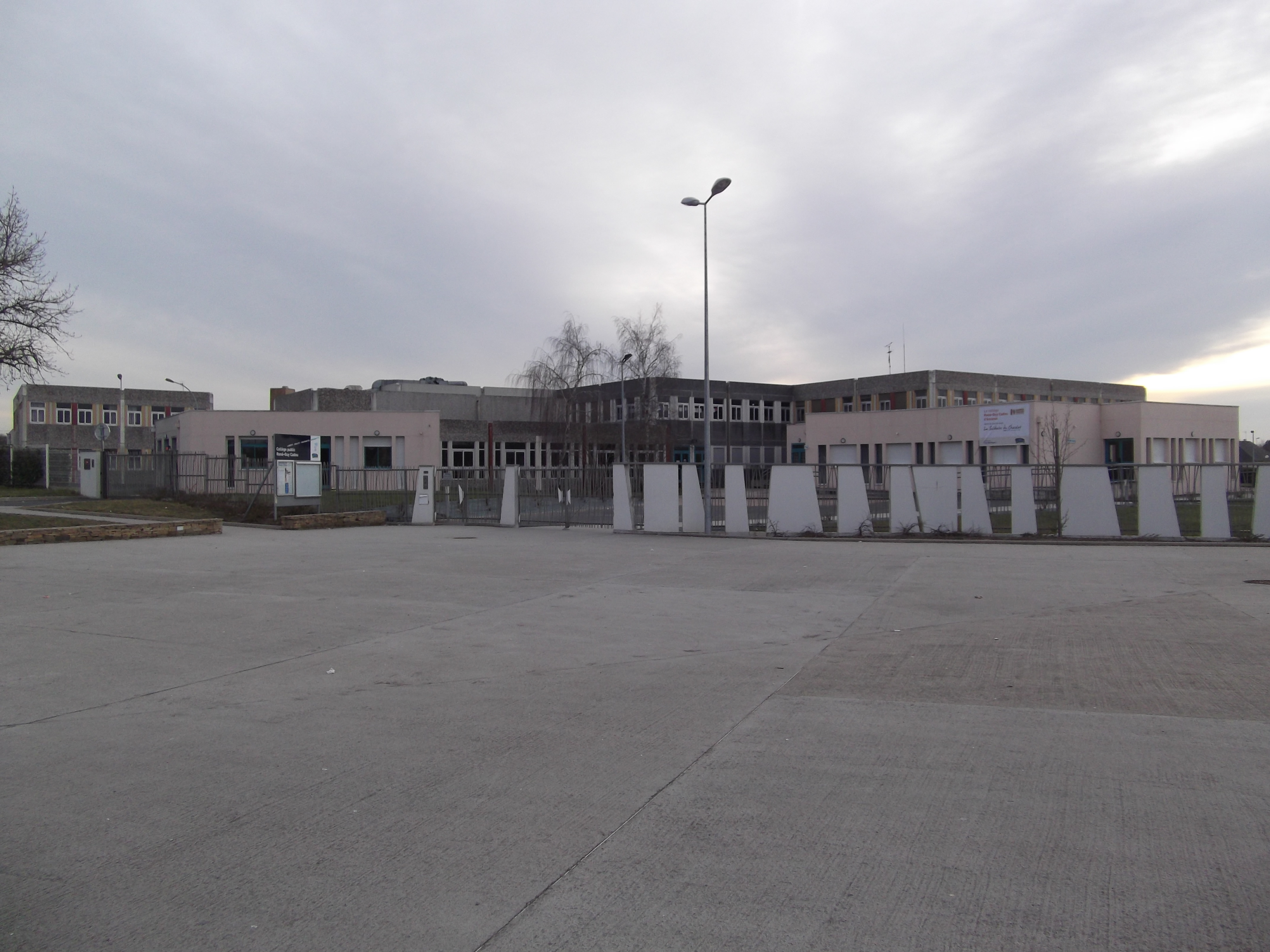
勒内·居伊·卡杜学院的入口

勒内·居伊·卡杜学院（collège René-Guy-Cadou）受大西洋卢瓦尔省省委员会管理。它于1979年建成。它有九个班。2008年其前院和停车场被修新。

##### 圣约瑟夫学院

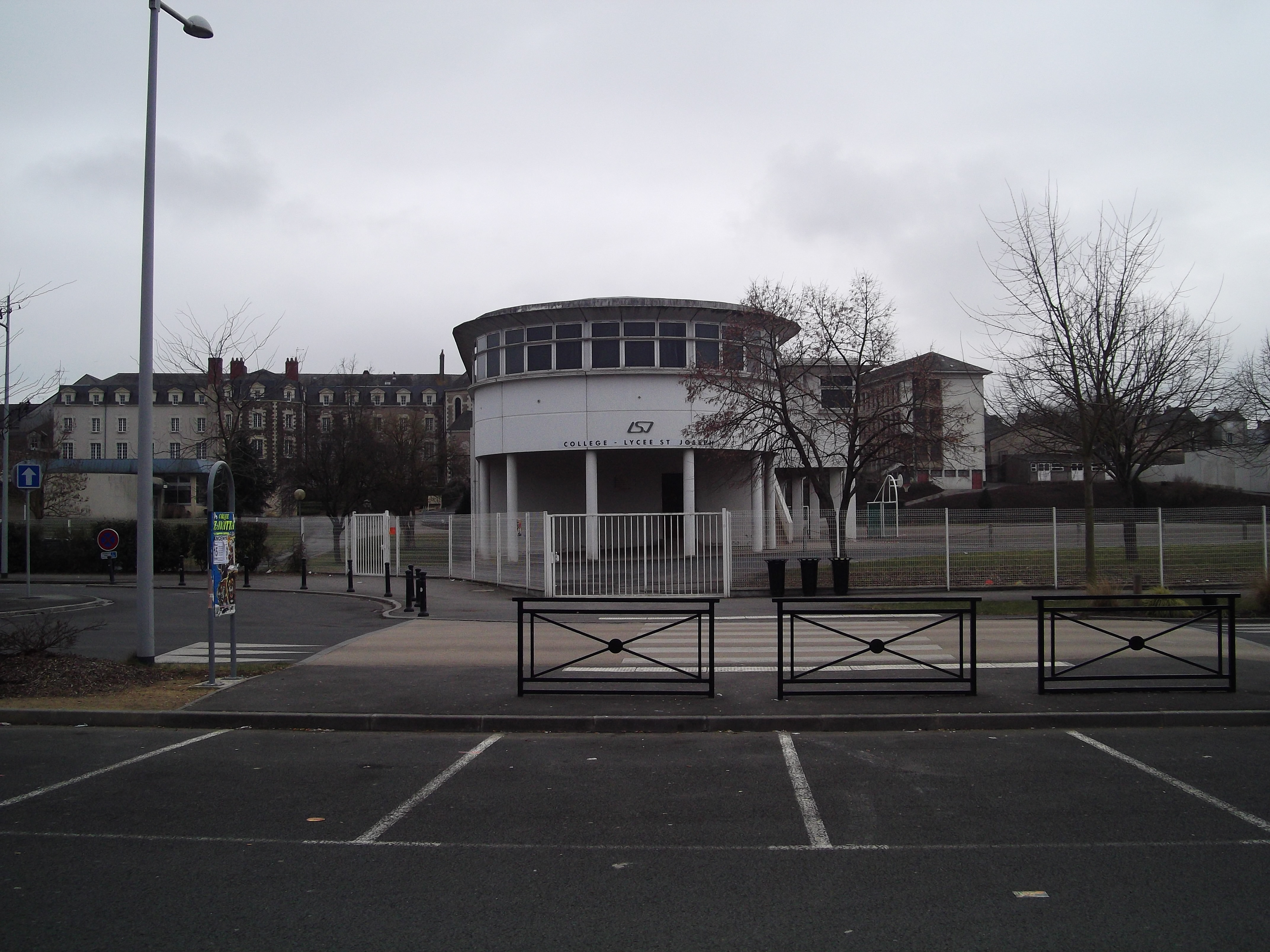
学院北门

圣约瑟夫学院位于市南，它的校园位于一个被修新和改建的医院里。它由大西洋卢瓦尔省天主教教会举办。它有其个班，其中有一个德语和英语双语言的班。2009年它有1140名学生。

#### 专业中学

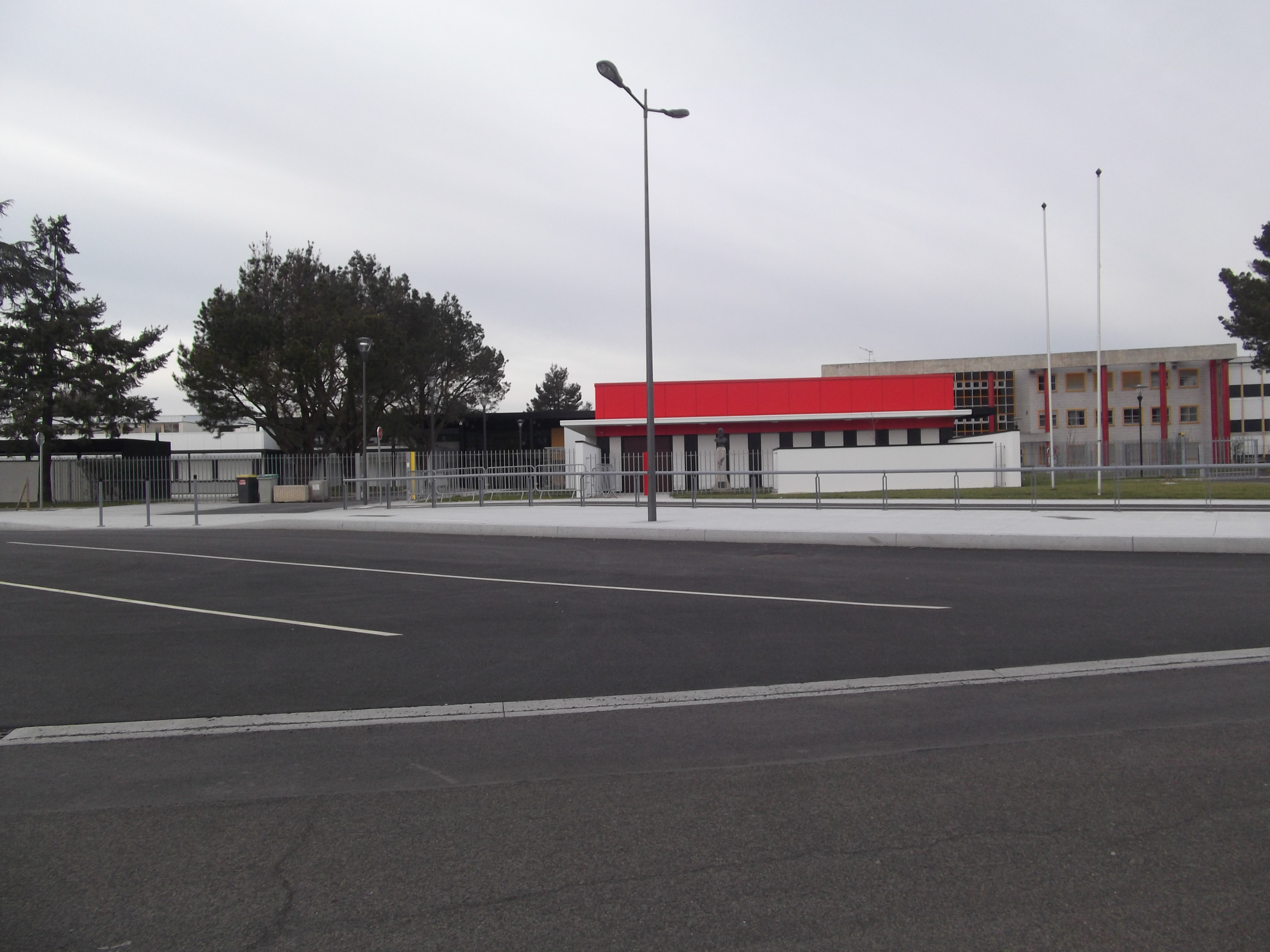
梅亚-朱贝尔中学入口

昂斯尼有五座中学，因此有众多选择：一座技术专业中学、两座专业中学、一座农业专业中学和一座技术中学。它们分布在整座城市，提供不同的职业趋向。

##### 公费梅亚-朱贝尔综合中学
梅亚-朱贝尔综合中学是2011年开办的。它是由两座中学合并形成的。在合并过程中577平方米的建筑被拆除、1452平方米新建、938平方米被翻修。它是当地的主要学校，年资费为900万欧元。今天它有一千名学生。

##### 私费圣约瑟夫技术中学
圣约瑟夫技术中学和同名的学院位于同处。目前它有550名学生。学校提供文学、科学、经济和社会学、技术和管理以及卫生技术和科学以及经济管理等毕业证书。学校由管理楼、教课楼、小教堂、食堂、咖啡馆和体育馆组成。

##### 圣托马斯·阿奎那私费专业中学
圣托马斯·阿奎那专业中学位于圣约瑟夫技术中学边，两者分享同一管理机构。它提供管理、贸易等专业。它与圣约瑟夫技术中学分享同一设施。

### 文化庆祝和节日
昂斯尼认为文化不应该是大城市的特权。
昂斯尼举办巨大的庆祝和节日，比如2008年布列塔尼的安妮节、1999年举办的表演以及环布列塔尼的老车比赛等等。

#### 音乐节
每年6月21日前的周五昂斯尼举办音乐节，在市中心爵士乐、雷鬼音樂、凱爾特音樂、民俗音樂、开场小号、藍調、摇滚乐、迪斯科、铁克诺音乐等各种音乐方向聚集一地。仅仅2011年音乐节因为天气恶劣被取消。

#### 大丽菊沙龙
大丽菊沙龙每两年一次，总是在单数年举办，展出大丽菊的栽培、种类和插花艺术。

#### 升天节市场
每年升天节的星期四在市中心的商业中心举办升天节市场。它每年吸引上万来访者和350名商人，是城市的一个亮点。在旅游中心附近还可以进行私人跳蚤市场出售。

#### 7月14日
7月14日的烟火在昂斯尼是一个重要活动。烟火在卢瓦尔河上的一座浮桥上发射，从大桥上和河的两岸观众可以看烟火。
在市内的公园里有舞会、小贩摊头以及娱乐地点和舞台。

#### 音乐大厅
“音乐大厅”是在剧院的大厅里举办的一个晚间音乐会，目的在于使得当地的音乐家获得知名的机会。

#### 卢瓦尔拍手
“卢瓦尔拍手”是每年一次的电影节，其观众为11至18岁的年轻人。它在伊甸园电影院举办。

#### 圣诞节和新年
11月末市政府开始为街道布置圣诞节装饰。从2011年开始灯光使用发光二极管。在市中心的贸易中心设置圣诞市场。在市里还设置溜冰场以及传统的灯笼游行。每年年末节日的活动也非常重要，比如2011年以中世纪传说为主题的街道表演。

### 卫生

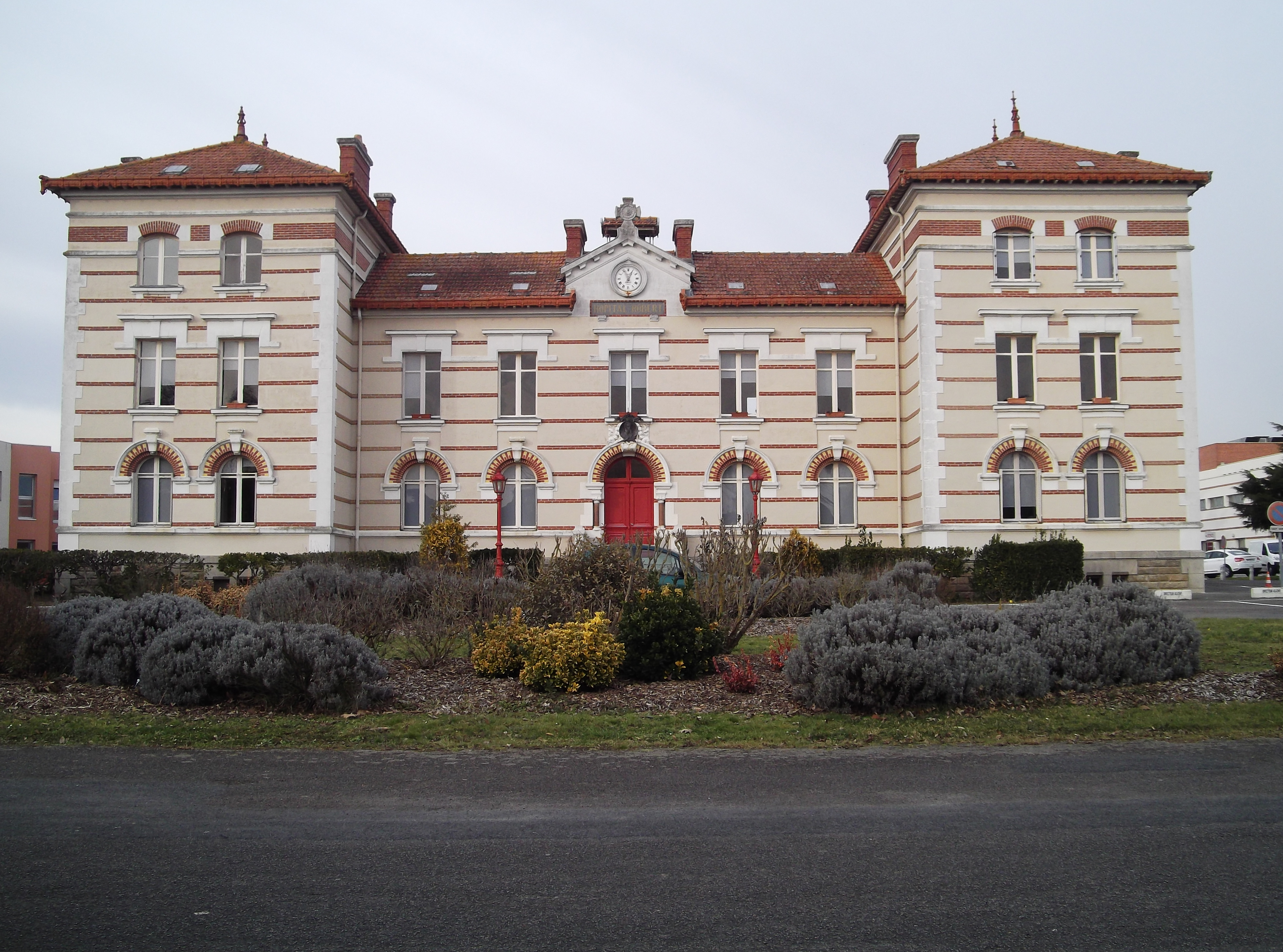
中心医院管理楼正面

昂斯尼的第一座医院本来是一个为朝圣者服务的驿站，1680年改建为医院。今天的中心医院是1910年建造的。从1967年到1980年医院被改办多次：医疗服务被扩展、添加了成瘾医学、麻醉科、外科、生育科、老人院、妇产科、劳工医学、放射线科、后续护理和急诊室。
医院的服务范围主要是昂斯尼的周边地区，包括昂斯尼县和曼恩-卢瓦尔省的部分地区。它与昂热和南特的医院合作。它有500名职工，每年急诊1.7万人、做6000次手术、提供2.6万次医疗咨询和进行750次分娩。

### 体育

#### 体育设施
目前市里有四座体育设施，两座在市南，两座在市北。

## 经济

### 大企业
市内有南特和圣纳泽尔工商会和大西洋卢瓦尔省农会的办公处。
市内有商业、服务业和工业，比较大的企业有：、丰田汽车和。

### 酿酒业

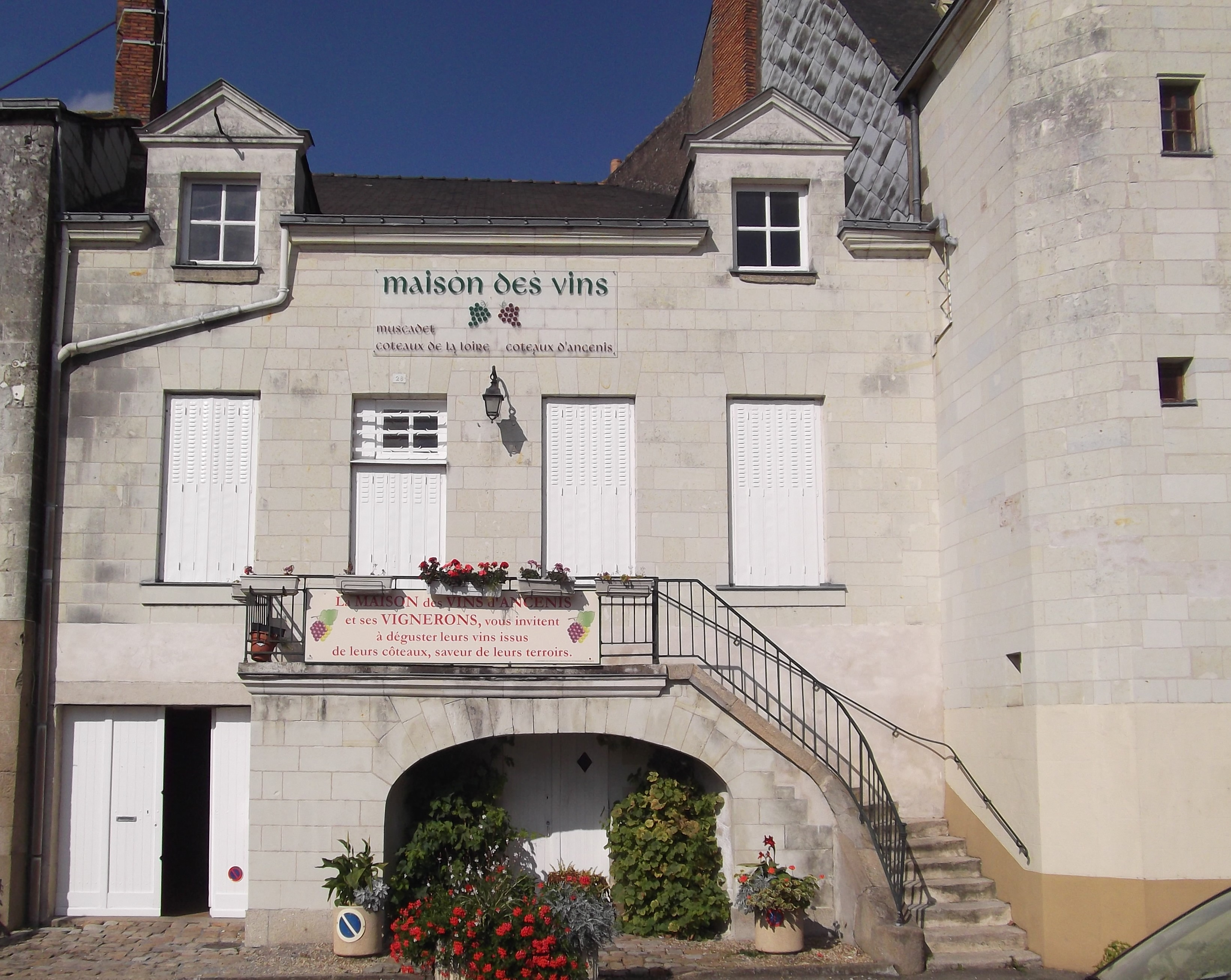
葡萄酒大厦

卢瓦尔河畔的葡萄酒业使得昂斯尼成为一个著名的酒城。

### 购物中心
市内有各种贸易、服务和时装商店。昂斯尼有四座购物中心。

### 工业区
在城市北部有五座工業園區，城市确保其开发、维护和管理。它们濒临机场、铁路和11号高速公路使得它们非常有吸引力。今天市内有330座企业，八万名职工。

## 文化和名胜

### 遗址和纪念碑
昂斯尼拥有许多自然、宗教和民用名胜。其中三个被列入历史名胜，两个被提名。其它著名的名胜包括城堡、修道院和圣皮埃尔教堂。
自然名胜包括对鸟类学非常有意义的一个沼泽，卢瓦尔河上的岛屿。此外市内公园遍布，比如沿卢瓦尔河的河畔公园。

### 兵营

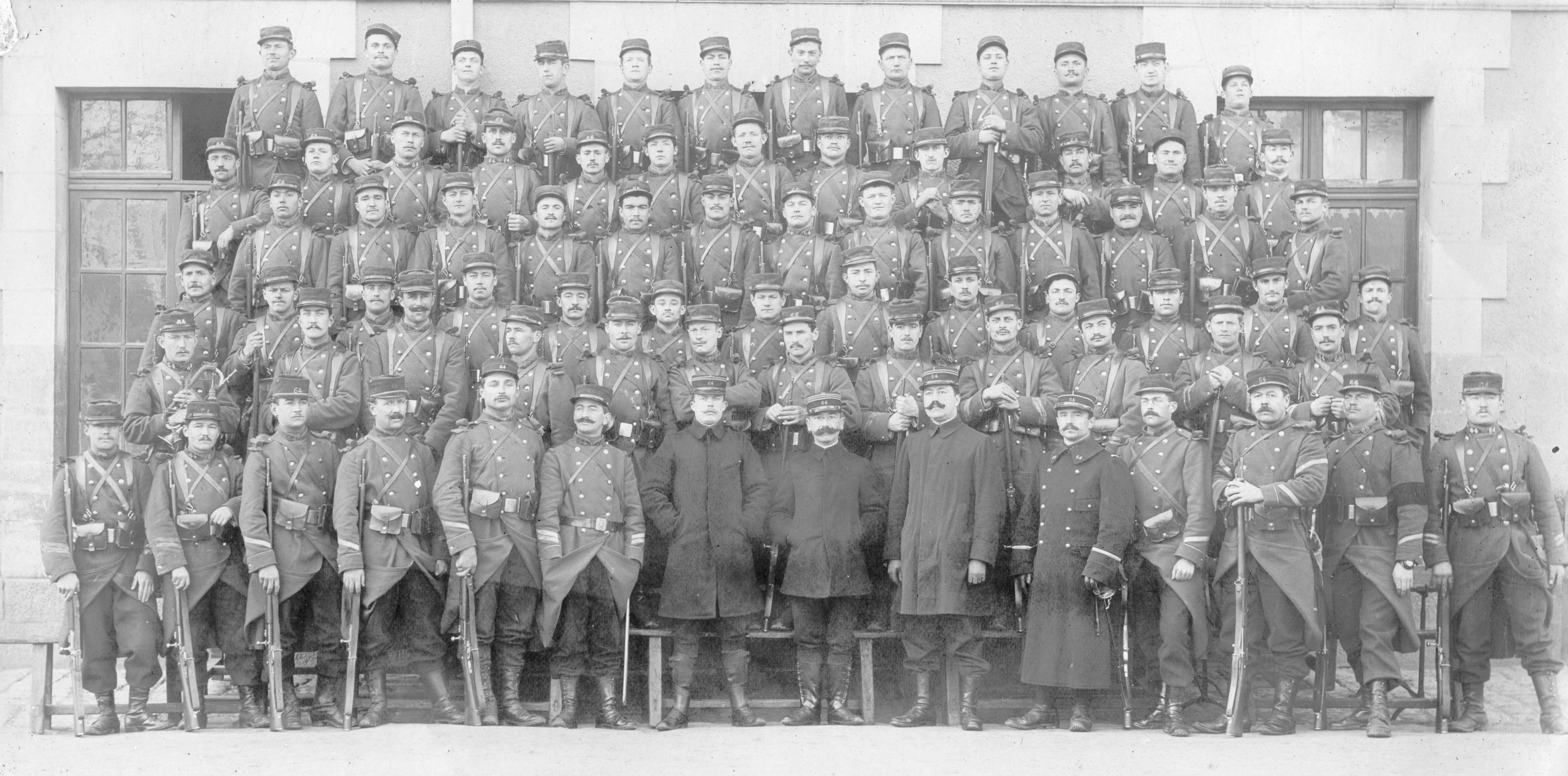
第64步兵团

1906年第64步兵团曾经驻扎在昂斯尼。

### 名人
- 若尔丹·韦勒图（Jordan Veretout），足球运动员